# Česko na Halovém mistrovství světa v atletice 2006

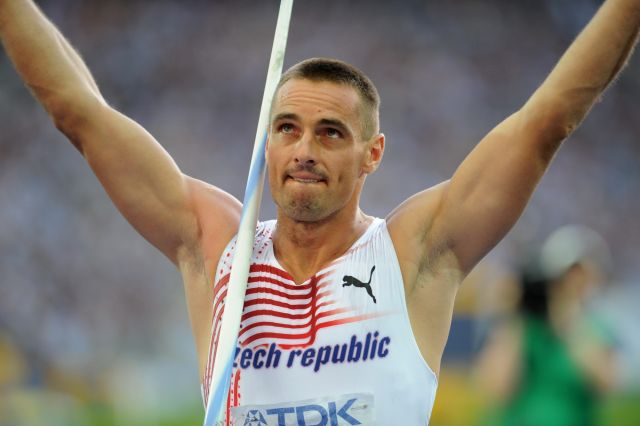
Roman Šebrle, který vybojoval na HMS 2006 bronz

Halového MS v atletice 2006 se ve dnech 10. – 12. března účastnilo 7 českých atletů (4 muži a 3 ženy). Jednalo se o jednu z nejmenších výprav české reprezentace. Méně atletů, šest se účastnilo pouze halového MS 1993 v Torontu.
O jedinou českou medaili ze šampionátu, který probíhal ve sportovním komplexu Olimpijskij v Moskvě, se postaral vícebojař Roman Šebrle. Cenný kov na halovém světovém šampionátu získal po páté za sebou. V Moskvě na stupních vítězů obdržel bronz. Největší zastoupení mělo Česko mezi výškaři. Kvalifikací však neprošli Tomáš Janků, Svatoslav Ton, Barbora Laláková i Iva Straková.

## Výsledky

### Muži
| Atlet            | Disciplína    | Kvalifikace | Kvalifikace | Rozběh | Rozběh   | Semifinále | Semifinále | Finále      | Finále      |
| Atlet            | Disciplína    | Výkon       | Umístění    | Výkon  | Umístění | Výkon      | Umístění   | Výkon       | Umístění    |
| ---------------- | ------------- | ----------- | ----------- | ------ | -------- | ---------- | ---------- | ----------- | ----------- |
| Stanislav Sajdok | 60 m přek.    |             |             | 7,81 s | 21.      | 7,74 s     | 13. =      | nepostoupil | nepostoupil |
| Tomáš Janků      | Skok do výšky | 2,24 m      | 13. =       |        |          |            |            | nepostoupil | nepostoupil |
| Svatoslav Ton    | Skok do výšky | 2,20 m      | 15.         |        |          |            |            | nepostoupil | nepostoupil |

Sedmiboj
| Roman Šebrle  | Sedmiboj    |          |       |                  |
| Roman Šebrle  | Disciplína  | Výsledek | Body  | Umístění         |
| ------------- | ----------- | -------- | ----- | ---------------- |
|               | Běh na 60 m | 7,10 s   | 847   | 7.               |
| Skok daleký   | 7,76 m      | 1 000    | 1.    |                  |
| Vrh koulí     | 15,74 m     | 835      | 3.    |                  |
| Skok do výšky | 2,10 m      | 896      | 2.    |                  |
| 60 m přek.    | 8,08 s      | 962      | 5.    |                  |
| Skok o tyči   | 4,80 m      | 849      | 5.    |                  |
| Běh na 1000 m | 2:49,38     | 772      | 2.    |                  |
| Celkově       |             |          | 6 131 | Bronzová medaile |

### Ženy
| Atletka          | Disciplína    | Kvalifikace | Kvalifikace | Rozběh | Rozběh   | Semifinále | Semifinále | Finále       | Finále       |
| Atletka          | Disciplína    | Výkon       | Umístění    | Výkon  | Umístění | Výkon      | Umístění   | Výkon        | Umístění     |
| ---------------- | ------------- | ----------- | ----------- | ------ | -------- | ---------- | ---------- | ------------ | ------------ |
| Barbora Laláková | Skok do výšky | 1,90 m      | 11.         |        |          |            |            | nepostoupila | nepostoupila |
| Iva Straková     | Skok do výšky | 1,93 m      | 10.         |        |          |            |            | nepostoupila | nepostoupila |
| Pavla Rybová     | Skok o tyči   | 4,25 m      | 16. =       |        |          |            |            | nepostoupila | nepostoupila |